# Gaertnera ternifolia
Espèce
Classification phylogénétique
Statut de conservation UICN

 EN  : En danger
Gaertnera ternifolia est une espèce de plantes du genre Gaertnera de la famille des Rubiaceae.